# У погоні за метеором
«У погоні за метеором» — науково-фантастичний роман французького письменника Жуля Верна, виданий у 1908 році, дописаний і відредагований його сином Мішелем Верном у 1924 році.

## Сюжет
Математик Дін Форсайт і доктор Сідней Г'юдельсон — затяті любителі астрономії і найкращі друзі протягом багатьох років. Племінник Форсайта заручений зі старшою дочкою доктора, і, здавалося б, ніщо не може перешкодити ніжній і міцній дружбі між сім'ями. Проте одного разу Дін і Сідней одночасно помічають величезний метеор, що обертається навколо Землі. Між друзями розгорається ворожнеча за першість у відкритті. Вимірявши розміри, масу та альбедо метеора, вчені встановлюють, що він складається з чистого золота. Маса об'єкта майже така як сумарна маса всіх золотих запасів у світі.
Тим часом молодий паризький винахідник Зефірен Ксірдаль дізнається про відкриття з газет і задумується чи можна керувати польотом метеора. Не знаючи основ економіки, Ксірдаль упевнений, що заволодівши метеором, він роздасть золото всім людям і зробить їх багатими. Ксірдаль збирає експериментальну модель збірника гравітаційних хвиль і трохи притягує метеор, який по спіралі наближається до Землі.
Форсайт і Г'юдельсон, впевнені, що метеор належить їм, залучають кожен на свій бік дедалі більше послідовників. Їхнє місто розколюється на два протиборчих табори, заручини їхніх дітей розірвані. Одночасно всі великі держави, які чудово розуміють, що поява величезної маси золота зруйнує економіку, приводять армії в бойову готовність. Земля опиняється на межі світової війни.
Ксірдаль хотів спрямувати метеор на континент, проте помилка у розрахунках призводить до падіння на узбережжі острова Упернівік у Гренландії. Туди терміново виїжджають сам Ксірдаль, Форсайт, Г'юдельсон, а також низка озброєних загонів найвпливовіших держав. Однак шматок золота так розжарився внаслідок тертя об повітря, що до нього неможливо підійти.
Згодом Ксірдаль розуміє, що його дослід приніс більше шкоди, ніж користі. Останньою краплею для нього стає відкриття, що через нього розірвано заручини дочки Г'юдельсона і племінника Форсайта. Винахідник вирішує знищити самородок, скинувши його в море за допомогою свого винаходу.
Г'юдельсон кидається врятувати гору золота, проте непритомніє в розпеченому повітрі. Форсайт, забувши про ненависть, приходить на допомогу старому другові, але, не встигнувши витягти доктора, теж непритомніє. Решта присутніх рятують обох астрономів. Самородок падає в море і вибухає від контакту з холодною водою. Утворена вибухом хвиля знищує гравітаційну машину Ксірдаля (в оригінальному варіанті тексту розпечений самородок золота проплавляє під собою кригу й тоне).
Таким чином мир відновлено. Племінник Форсайта одружується з дочкою Г'юдельсона. Астрономи, помирившись, поступаються один одному фактом відкриття золотого метеора. Зефірен Ксірдаль, зайнятий новою фізичною проблемою, відмовляється від відновлення своєї машини, і пізніше забирає в могилу таємницю її конструкції.